# 可重複使用發射技術驗證器
可重複使用發射技術驗證器（英語：Reusable Launch Vehicle—Technology Demonstration，RLV-TD）是印度空间研究组织（ISRO）為了實現印度首次發射兩級入軌（TSTO）的可重複使用運載火箭的一系列計劃。
RLV-TD將作為飛行測試平台試驗各種技術，例如高超音速飛行、自主著陸和再入試驗，其整體外形猶如帶著雙翼的火箭，是一種可重複使用的載具，也可稱之為雛形的「航天飞机」。雖然有媒體認為RLV-TD與印度目前的阿凡達太空梭計劃有著聯繫，但根據印度政府部門公開的資料顯示，RLV-TD與阿凡達太空梭兩者的設計概念並不相同。
2016年5月23日，印度成功進行RLV-TD首次試驗，是次試驗RTV-TD成功按計劃進入大氣層，並濺落在孟加拉灣距離海岸線500公里。至首次試驗為止，印度已為RLV-TD計劃投入共9.5億印度盧比。

## 歷史
2006年，印度空间研究组织進行了一系列的地面測試，進氣口在六馬赫速度的狀況下，發動機穩定燃燒了近七秒。
2010年3月，印度空间研究组织展開了名為「先進技術驗證器」（Advanced Technology Vehicle）的探空火箭試驗，該試驗器重量約為三噸，直徑約為0.56米和長約10米。它配置了超燃沖壓發動機的燃燒室，用以作為吸氣式推進（Air-Breathing Propulsion）技術的試驗。
2012年1月，印度空间研究组织正式公布「可重複使用發射技術驗證器」（RLV-TD）的縮比原型，並開始建造和測試的工作。
2015年5月，維克拉姆·薩拉巴伊航天中心（VSSC）的工程師在顿巴赤道火箭发射站為RLV-TD的表面覆蓋了用於隔熱的隔熱瓦，使其能夠承受在再入大氣層時所產生的高溫。RLV-TD將會被安裝在「HS9固體助推器」的頂部，預計在發射出大氣層外後，RLV-TD便會與火箭分離，然後便會再入大氣層，在分離期間會同時以高超音速的速度下飛行，回到地球後由於印度本土並沒有合適的跑道以便RLV-TD降落，所以會濺落在孟加拉灣。但其後印度空间研究组织（ISRO）做了詳細的報告，說明在不久將來，將會在斯里赫里戈达岛建立一個長度大於四公里跑道的機場。
在首次試驗成功後，印度計劃將會進行首次自主著陸試驗，並降落在斯里赫里戈达岛上一個約5公里長跑道的機場上。

## 試飛計劃
印度空间研究组织（ISRO）一共制定了如下四個RLV-TD的試飛計劃：
- HEX（高超音速飛行試驗）：2016年5月23日UTC 04:00[5][19][6][7]（成功）[8]
- LEX（自主著陸試驗）：2023年4月2日（成功）
- REX（再入飛行試驗）：未公佈
- SPEX（超燃沖壓發動機推進試驗）：未公佈

## 圖片

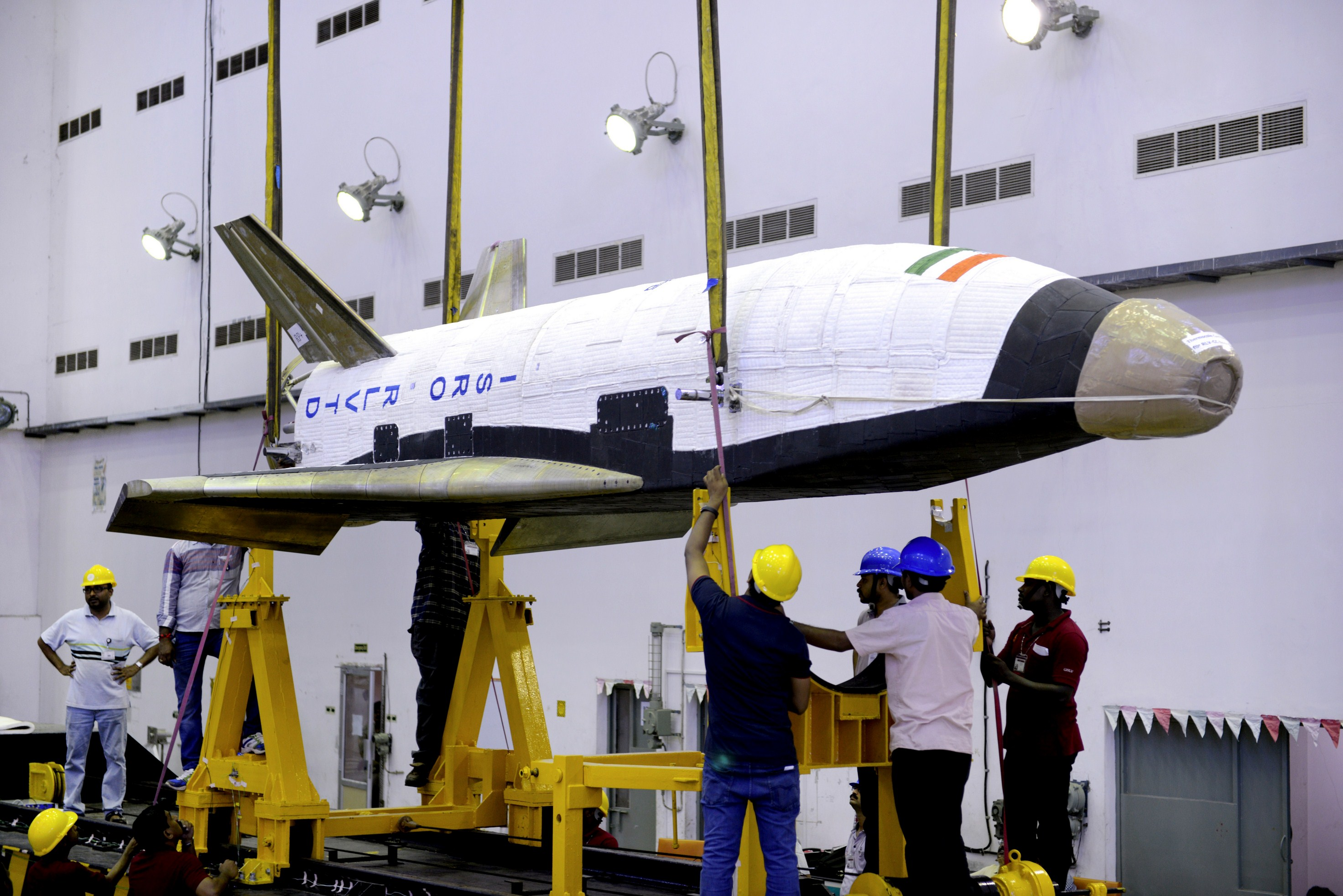
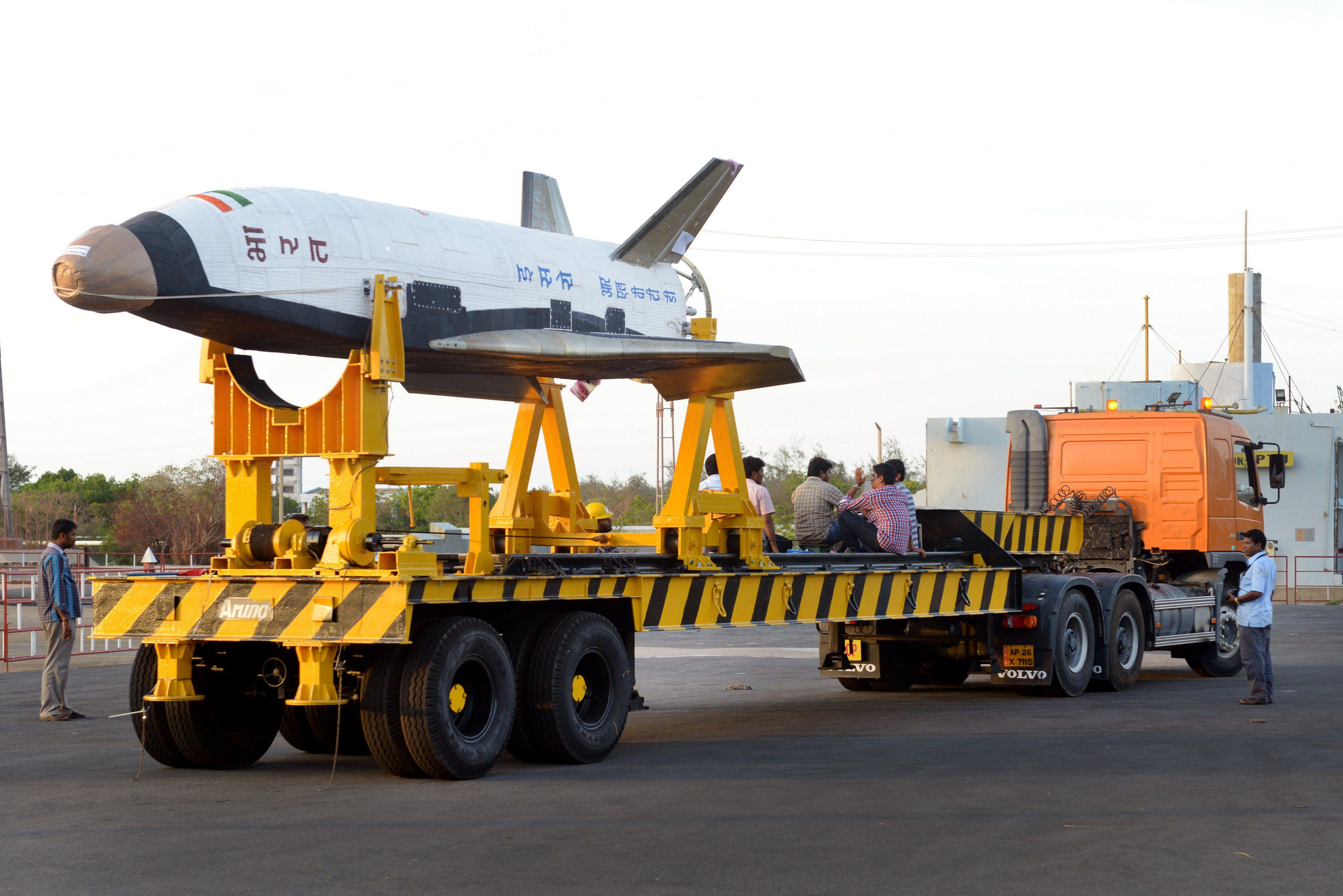
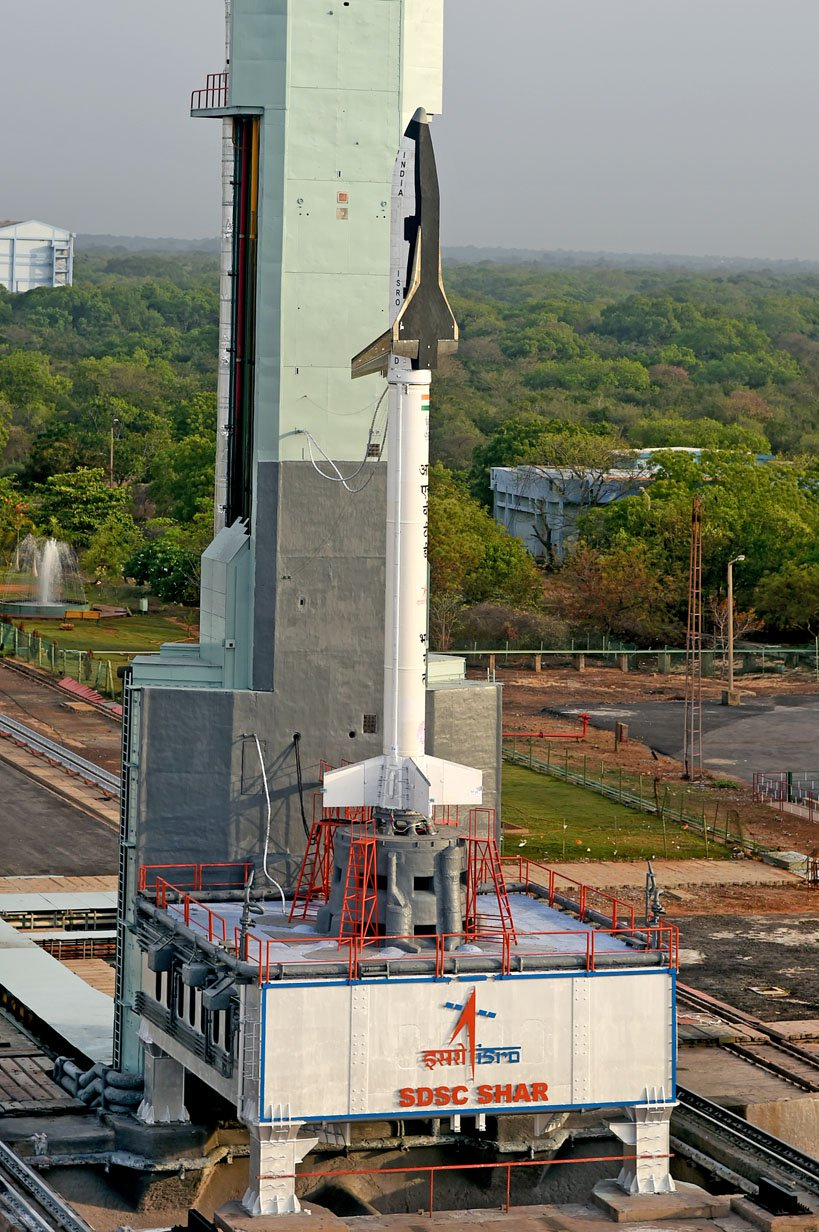
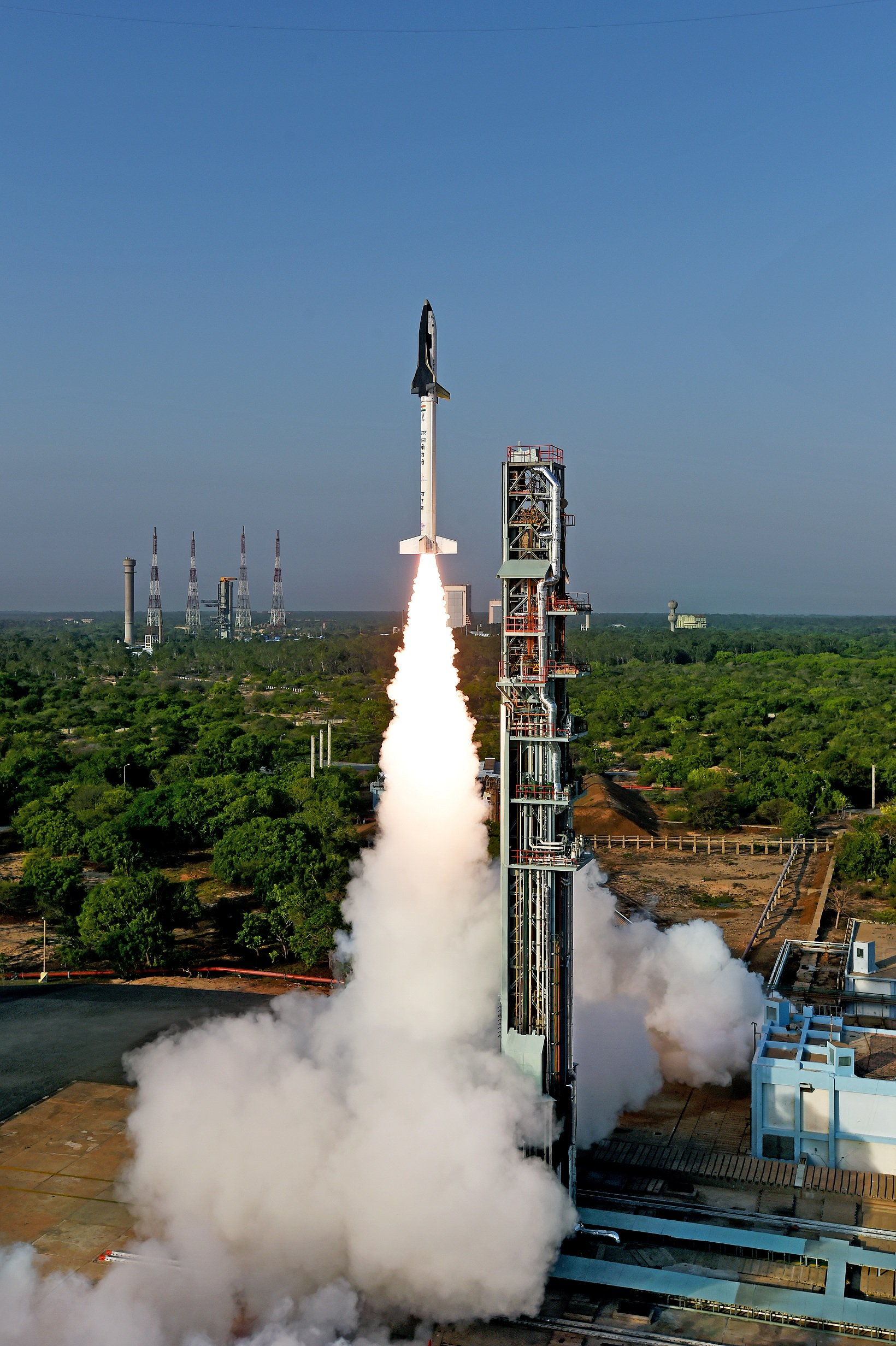
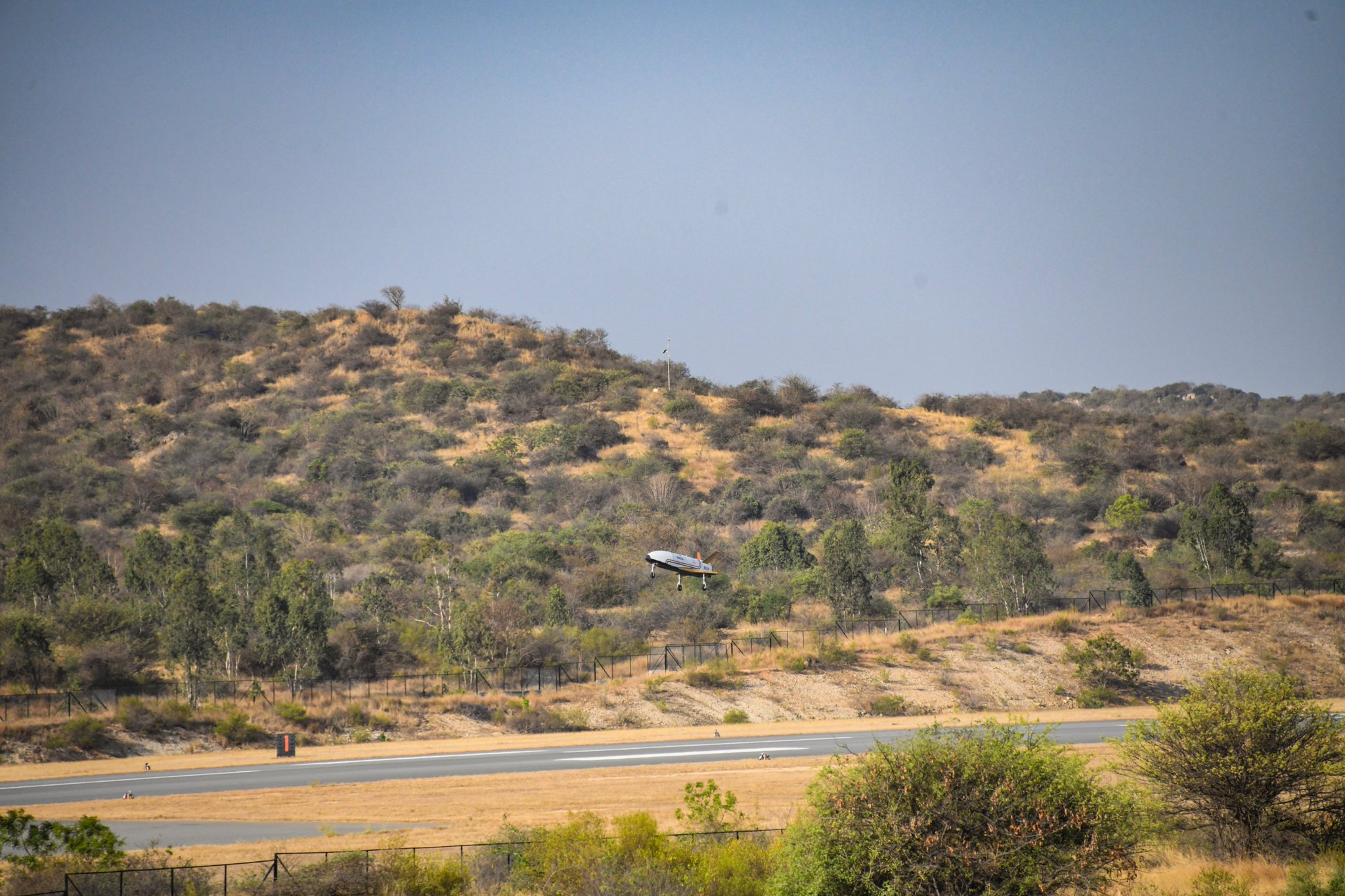
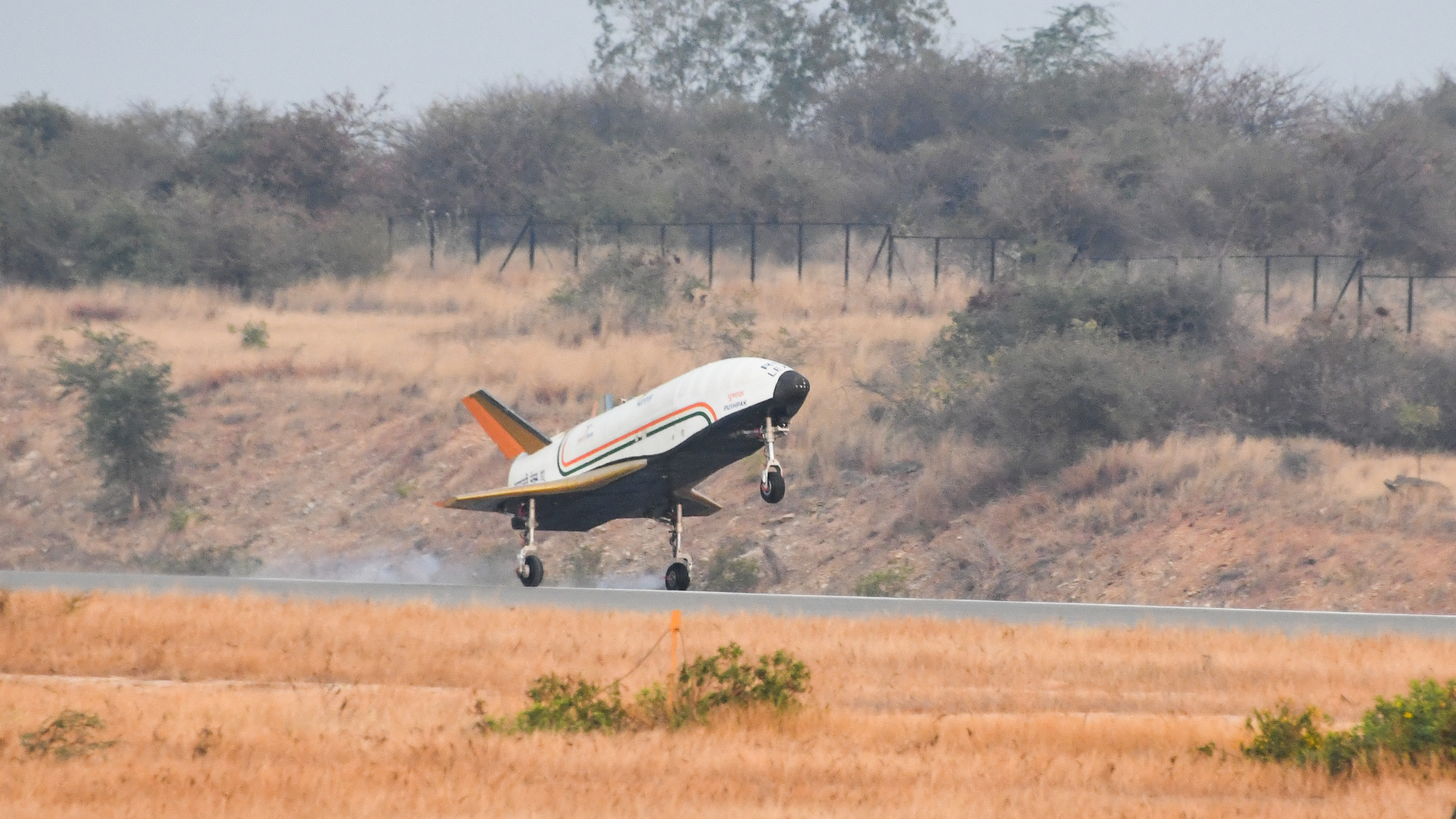

### 外部鍵接
- Home page for RLV-TD at ISRO（页面存档备份，存于）
- RLV-TD test flight animation（页面存档备份，存于）
- Brief description of RLV-TD Programme
- Development update on HEX
- Image showing future RLV-TD flights（页面存档备份，存于）